# Лєднєв Нікіта Сергійович
Нікіта Сергійович Лєднєв (нар. 23 травня 2004, Біла Церква, Київська область, Україна) — український футболіст, півзахисник футбольного клубу «Буковина-2». Молодший брат футболіста Богдана Лєднєва.

## Життєпис
Вихованець ДЮСШ «Атлет» (Київ), за який з 2018 по 2021 роки виступав у ДЮФЛУ, провівши 48 матчів (4 голи). На початку 2023 року підписав контракт з клубом «Минай», в складі якого дебютував 27 вересня того ж року в матчі кубка України проти сумської «Вікторії». Це була його єдина гра за основу команду із Закарпаття, основна кількість матчів була проведена в юнацьких змаганнях УПЛ — 28 поєдинків за юнацьку команду «Миная». В другій половині 2023/24 сезону відправився в оренду в інший закарпатський клуб: «Хуст», в складі якого провів 4 офіційних матча (3 матчі у першій лізі та 1 стиковий поєдинок). Весною 2025 року виступав у чемпіонаті Київської області за команду «Полісся» (Ставки). З сезону 2025/26 виступає за фарм-клуб чернівецької «Буковини».